# Look at Life
Look at Life (t.l. Uno sguardo a "Life") è un cortometraggio studentesco del 1965 diretto da George Lucas, in assoluto il primo film realizzato dal futuro regista di Guerre stellari.
Si tratta del saggio di fine anno per il corso di animazione di Herb Kossower alla University of Southern California (USC). Ogni studente aveva a disposizione un solo minuto di pellicola 16mm in bianco e nero e doveva utilizzare una cinepresa da animazione Oxberry. Invece di animare disegni o utilizzare la tecnica della stop-motion, Lucas scelse di realizzare un montaggio di fotografie dalla rivista Life, animato da zumate, tagli e  panoramiche. Kossower fu favorevolmente colpito dal risultato, tanto da far presentare il cortometraggio ai festival del cinema studentesco, dove ottenne vari riconoscimenti.

## Trama
Il cortometraggio consiste in montaggio di immagini tratte dalla rivista Life, con il contrasto fra immagini piacevoli, di serenità (coppie di innamorati, ragazze in bikini, bambini) ed immagini di attualità e violenza (politici come Martin Luther King Jr. e Nikita Chruščёv, immagini di disordini razziali negli USA, il Ku Klux Klan, monaci buddisti, civili e soldati uccisi in guerra), su un frenetico sottofondo musicale.
Una voce narrante recita il testo di Proverbi 10:12: «L'odio suscita litigi, l'amore ricopre ogni colpa.»
Il film si conclude con la scritta  "ANYONE FOR SURVIVAL", seguita da "End" e "?".

## Distribuzione
Il cortometraggio è incluso nel documentario A Legacy of Filmmakers: The Early Years of American Zoetrope, fra gli extra dell'edizione in DVD del 2004 del primo lungometraggio di Lucas, L'uomo che fuggì dal futuro.